# Manuel da Costa Andrade
Manuel da Costa Andrade GCC •  GOIH (Vimioso, Carção, 8 de outubro de 1944) é um jurista, professor, político e magistrado português, sendo antigo Presidente e antigo Juiz do Tribunal Constitucional, antigo Conselheiro de Estado e Professor Catedrático jubilado da Faculdade de Direito da Universidade de Coimbra.
Foi Deputado à Assembleia Constituinte e Deputado à Assembleia da República de 1976 a 1995, ambos pelo PSD.
Em 20 de Julho de 2016 foi eleito Juiz do Tribunal Constitucional pela Assembleia da República. Em 22 de Julho de 2016 foi eleito, pelos demais Juízes, 7.º Presidente do Tribunal Constitucional, tendo cessado funções a 12 de Fevereiro de 2021. Terminado o mandato de 4 anos e meio como Presidente, Costa Andrade anunciou que não se recandidataria ao cargo e renunciou ao mandato de Juiz do Tribunal Constitucional a 15 de fevereiro de 2021.
Foi Conselheiro de Estado, por inerência, tendo tomado posse do cargo no Palácio de Belém em cerimónia antecedente da reunião do Conselho de Estado de 29 de Setembro de 2016. Cessou funções quando o seu sucessor no Tribunal Constitucional, João Caupers, tomou posse como Conselheiro de Estado perante o Presidente da República, em 17 de fevereiro de 2021. 

## Carreira Académica
Licenciado em Direito em 1970 pela Faculdade de Direito da Universidade de Coimbra, prosseguiu a carreira académica iniciando funções docentes. Concluiu na Universidade de Coimbra o Doutoramento em Direito, em Ciências Jurídico-Criminais.
Eminente Penalista, regeu disciplinas nas áreas do Direito Penal, Direito Processual Penal e Criminologia. Tem inúmeras obras e artigos publicados sobre esta temática.

## Carreira Política
Manuel Costa Andrade foi eleito Deputado à Assembleia Constituinte, pelo PSD (1975-1976). Foi sucessivamente eleito Deputado à Assembleia da República, pelo PSD, exercendo funções de 1976 a 1995.
- Deputado à Assembleia Constituinte
  - (1975-06-02 a 1976-04-02) - Bragança, PSD

- Deputado à Assembleia da República
  - I Legislatura (1976-06-03 a 1980-01-02) - Bragança, PSD
  - II Legislatura (1980-11-13 a 1983-05-30) - Coimbra, PSD
  - III Legislatura (1983-05-31 a 1985-11-03) - Coimbra, PSD
  - IV Legislatura (1985-11-04 a 1987-08-12) - Coimbra, PSD
  - V Legislatura (1987-08-13 a 1991-11-03) - Coimbra, PSD
  - VI Legislatura (1991-11-04 a 1995-10-26) - Coimbra, PSD

A 8 de Junho de 2009 foi agraciado pelo Presidente da República Aníbal Cavaco Silva com o grau de Grande-Oficial da Ordem do Infante D. Henrique.

## Magistratura
Em 20 de Julho de 2016 Manuel da Costa Andrade foi eleito Juiz Conselheiro do Tribunal Constitucional pela Assembleia da República por maioria qualificada (superior a 2/3 dos votos), conforme previsto pela Constituição, tendo em votação secreta sido registados 162 votos a favor, 43 votos brancos e 16 votos nulos.
Em 22 de Julho de 2016, no Palácio de Belém, foi-lhe conferida a posse pelo Presidente da República Marcelo Rebelo de Sousa como Juiz Conselheiro do Tribunal Constitucional para um mandato de 9 anos.
Em 22 de Julho de 2016, na primeira reunião após a tomada de posse dos novos Juízes, foi eleito, pelos demais Conselheiros, 7.º Presidente do Tribunal Constitucional. Tomou posse do cargo em 27 de Julho de 2016, perante o Plenário de Juízes, no Palácio Ratton, para um mandato de 4 anos e meio, que terminou em 2021. A 15 de fevereiro de 2021, renunciou ao mandato de juiz do Tribunal Constitucional.

## Condecorações
- Grande-Oficial da Ordem do Infante D. Henrique (8 de Junho de 2009)[4]
- Grã-Cruz da Ordem Militar de Cristo (12 de Fevereiro de 2021)